# Dyckman House
Das Dyckman House (heute Dyckman Farmhouse Museum) ist ein von William Dyckman 1783 im Holländischen Kolonialstil erbautes Farmhaus im New Yorker Stadtteil Manhattan. Es ist das einzige noch bestehende Farmhaus in Manhattan in den USA und dient heute als Museum. Es befindet sich an der Ecke Broadway und 204. Straße in Inwood. Das Dyckman House ist als National Historic Landmark ausgewiesen und in das National Register of Historic Places (NRHP) eingetragen.

## Geschichte
1661 war der Schuhmacher Jan Dyckman, Großvater von William Dyckman, aus Bentheim (seinerzeit zu Westfalen gehörend) in die Vereinigten Staaten ausgewandert und hatte sich in Harlem niedergelassen. Am Standpunkt des heutigen Bauernhauses wurde ihm Land zugesprochen, das bis 1916 in Besitz der Familie Dyckman verblieb und dem jede Generation weitere Grundflächen hinzufügte. Die Dyckman-Familie war mit ca. 161 ha (400 acres) einer der größten Grundstückseigentümer Manhattans. Das Grundstück des Farm-Anwesens war ca. 100 ha (250 acres) groß.
1773 erbte William Dyckman das Dyckman-Anwesen; das darauf befindliche Farmhaus war 1748 erbaut worden. Da er der Unabhängigkeitsbewegung nahe stand, war die Sicherheit seiner Familie zur Zeit der Amerikanischen Revolution durch die Nähe britischer Soldaten in Kingsbridge bedroht. Während des Amerikanischen Unabhängigkeitskrieges zogen die Dyckmans deshalb in das weiter nördlich gelegene Peekskill. Nach ihrer Rückkehr 1783 fanden sie ihr Anwesen von den Briten niedergebrannt vor und machten sich sofort an den Wiederaufbau, bei dem sie auch erhaltene Bauteile des alten Hauses wieder verwendeten.
William Dyckman starb 1787, bevor die Wiederherstellung des kompletten Anwesens fertiggestellt war; seine Frau Mary Turner Dyckman lebte bis zu ihrem Tod 1802 im Dyckman House. Der älteste Sohn Jacobus erbte das Haus und bewohnte es bis zu seinem Tod 1837; er gab es an die Brüder Michael und Isaac weiter, die jedoch nicht mehr das Dyckman House selbst, sondern ein anderes Gebäude, das „alte gelbe Haus“ bewohnten. 1868 wurde das Anwesen nach Isaacs Tod verkauft und der Erlös unter verschiedenen Nichten und Neffen aufgeteilt.
Im Rahmen der Umstrukturierung Manhattans am Anfang des 20. Jahrhunderts entschloss man sich, insbesondere Gebäude zu erhalten, die einen wichtigen Bezug zur Revolution hatten; in diesem Zusammenhang wurden vier Bauten, darunter das Dyckman House, unter Schutz gestellt und zu Museen umgewandelt.
Nachfahren der Dyckmans kauften das Gebäude 1915 zurück und restaurierten es auf der Grundlage von alten Fotografien. Dann übergaben sie es an die Stadt New York, die es als Museum nutzt. Das Dyckman House ist das letzte noch bestehende Farmhaus in Manhattan.

## Beschreibung

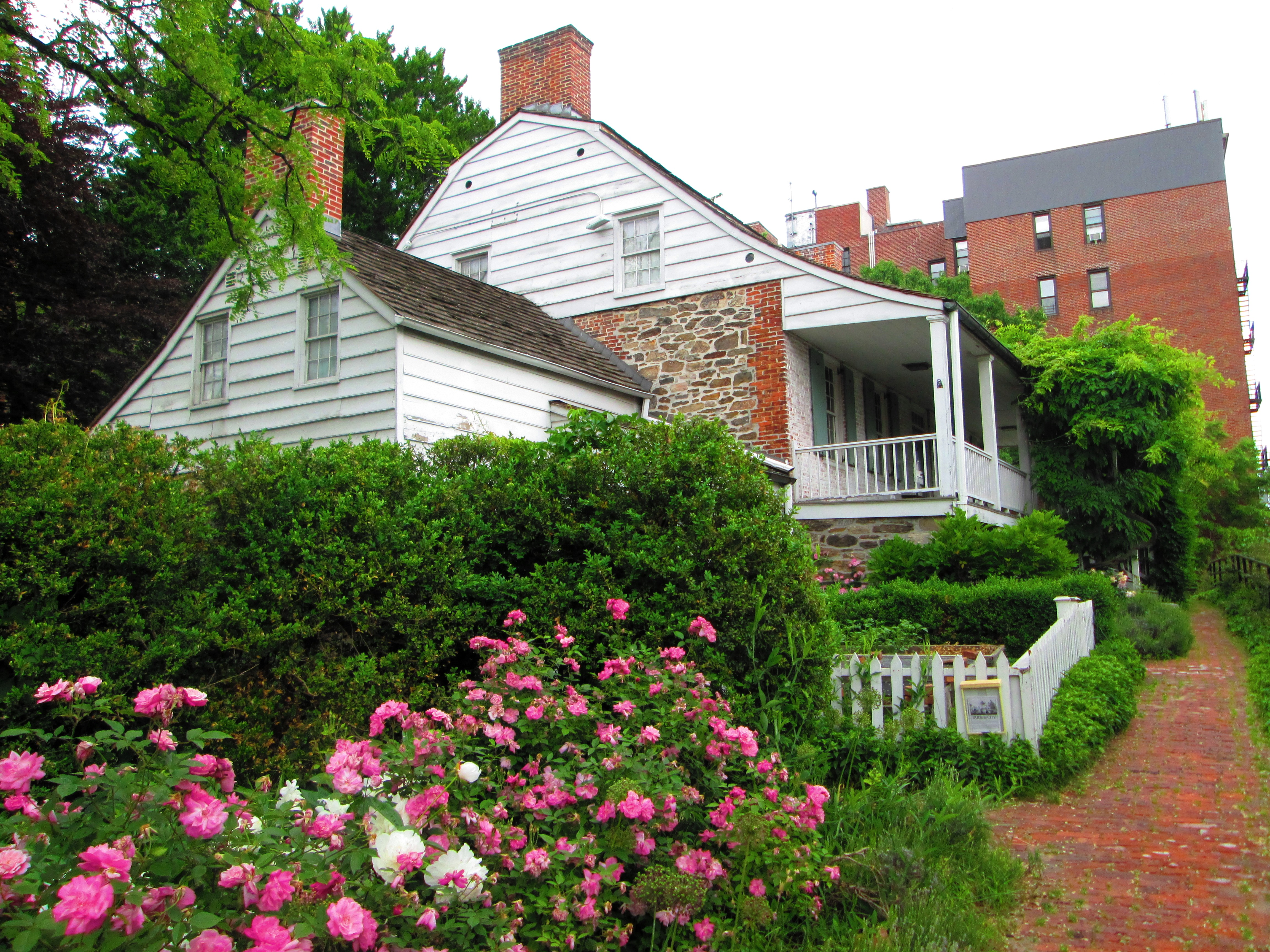
Ansicht mit dem als Sommerküche genutzten Anbau (2014)

Das Haus wurde unter Verwendung von Baumaterial seines Vorgängers auf einer Anhöhe gebaut und befindet sich unter der Adresse 4881 Broadway, Inwood, Manhattan, New York City an der Ecke des Broadways zur 204. Straße im Manhattaner Stadtbezirk Inwood. Es ist von einem Garten umgeben; das Grundstück grenzt östlich und nördlich an Apartmenthäuser. Baubeginn war 1783, es wurde 1784 fertiggestellt.

Kochstelle im Anbau (1934)

Das Haus wurde im Holländischen Kolonialstil erbaut; es wurden Feldstein, Ziegel und eine weiße Stülpschalung aus Holz verwendet. Es trägt ein für diesen Baustil typisches, mit Holzschindeln gedecktes Mansarddach, das auf beiden Seiten so weit überhängt, dass es sowohl vor wie auch hinter dem Haus jeweils eine Veranda über die ganze Breite überspannt. Die 1880 abgebrochene hintere Veranda ist im Rahmen der Restaurierung 1915 auf ihrem ursprünglichen Fundament wieder aufgebaut worden. Eine weitere, kleine Veranda befindet sich vor der Tür zum Küchenanbau. Drei gemauerte Schornsteine – je einer an den Enden des Daches und einer über dem Küchenanbau – versorgen sechs Kamine. Eine hölzerne Treppe führt zum als Hochparterre ausgeführten Eingang. 
In diesem Hochparterre befinden sich neben der Eingangshalle vier Zimmer sowie ein als Sommerküche dienender Raum im Anbau. Die Winterküche war im Keller untergebracht und diente dadurch auch zur Beheizung des Erdgeschosses. Die ursprüngliche Nutzung dieses Anbaus ist ungewiss; es wird vermutet, dass er auch als erweiterter Wohnraum oder Unterkunft für Sklaven genutzt worden sein kann. Von dieser Sommerküche aus führt eine schmale Treppe in den als Unterkunft der Bediensteten genutzte ersten Stock des Anbaus. Die in den ersten Stock des Haupthauses in dem sich neben einem Flur fünf Zimmer befinden, führende offene Treppe ist noch im Originalzustand erhalten. Die Böden bestehen aus weiß lackiertem Pinienholz; Wände und Decken sind mit Holz und Gips verkleidet.

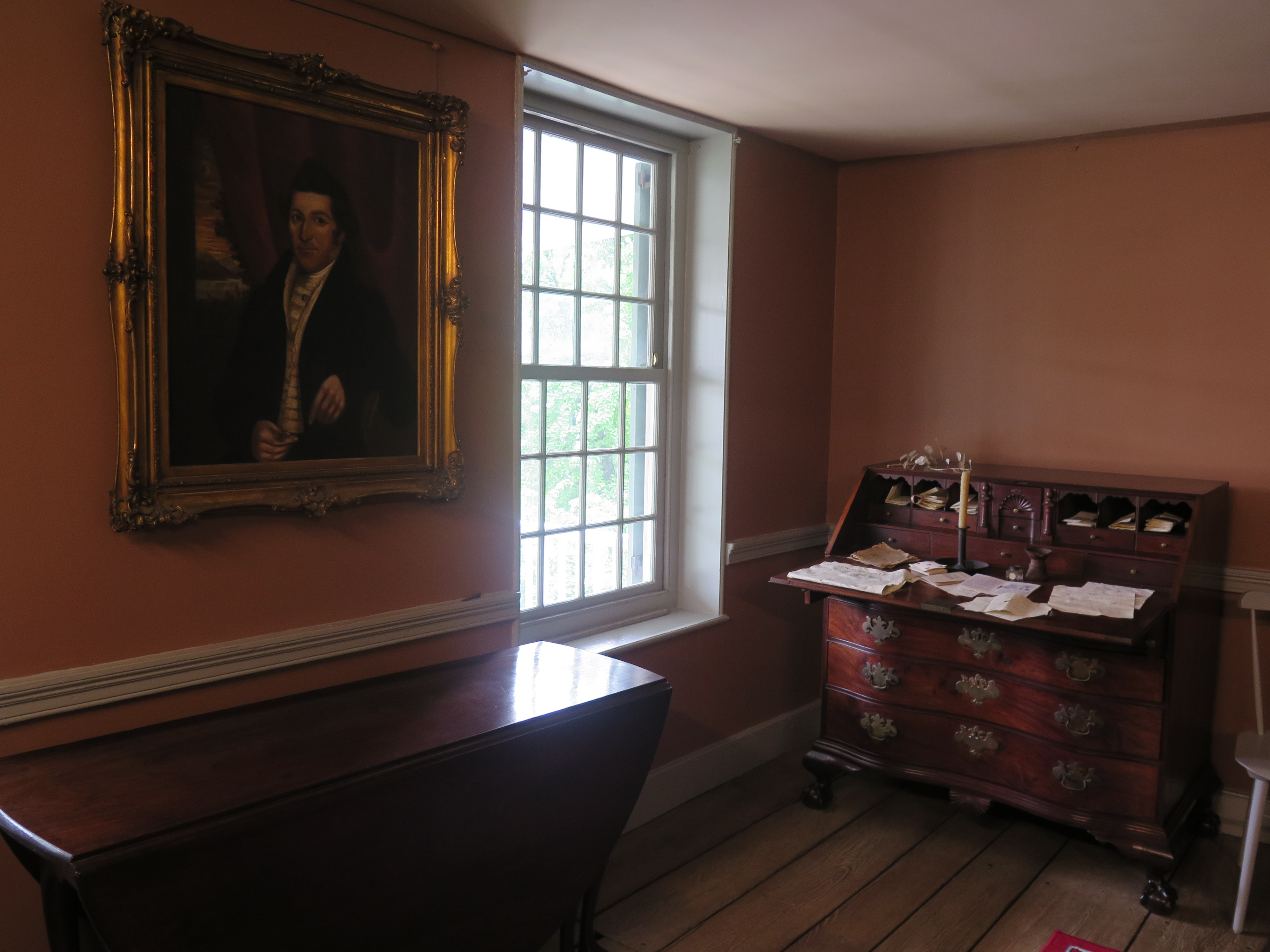
Teil der Innenausstattung

Die Schwestern Mary Alice Dyckman Dean und Fannie Fredericka Dyckman Welch restaurierten zusammen mit ihren Ehemännern, dem Kuratoren Bashford Dean und dem Architekten Alexander McMillan Welch das Dyckman House 1915/16 nach alten Fotografien, die sie auch für die Rekonstruktion einer Räucherkammer und einer Holzhütte nutzten, wie sie während des Amerikanischen Unabhängigkeitskrieges für Hessische Söldner typisch gewesen waren. Im hinter dem Haus befindlichen Garten wurde eine Brunnenumrandung wieder hergestellt und ausgetretene Pfade mit Ziegelsteinen gepflastert. Bäume und Sträucher wurden an alten Stellen wieder angepflanzt.
Arbeiten im Inneren des Hauses betrafen die Holzböden in Flur und Esszimmer sowie die Wände; die Dielen wurden durch Kopien der darunter gefundenen älteren Dielen ersetzt und die Anstriche der Wände durch Bestimmung der einzelnen Farbschichten mit ursprünglichen Farbtönen rekonstruiert. Zur Darstellung der Geschichte New Yorks stellten sie noch im Besitz der Familie vorhandene Möbel auf und sammelten zeitgenössische Dekorationsgegenstände, Dokumente und Fotografien. Diese Ausstattung wurde der Stadt New York als Leihgabe überlassen.